# Essen (Oldenburg)
Essen (Oldenburg) ist eine Gemeinde und Ortschaft im südoldenburgischen Landkreis Cloppenburg in Niedersachsen. Sie besteht aus 18 Bauerschaften bzw. Ortsteilen und der Ortschaft Essen als Zentrum. Die Gemeinde wird von der Hase durchflossen. Der Namensteil Oldenburg bezieht sich auf die Lage im Südteil des Oldenburger Landes.

## Geographie

### Geographische Lage
Essen gehört noch zur geographischen Landschaft Artland, grenzt nördlich aber auch schon an die Cloppenburger Geest an. Damit liegt die Gemeinde innerhalb der Norddeutschen Tiefebene am nördlichen Ausläufer der Schwemmlandebene des Artlands, „einer ausgedehnten Ebenheit, die von Talsandplatten und feuchten Niederungen nur schwach untergliedert wird“ und an der südlichen Spitze der Cloppenburger Geest einer „ackergeprägten, weitgehend offenen, wenig strukturierten Kulturlandschaft, die stark landwirtschaftlich genutzt wird und einen sehr geringen Waldanteil aufweist“. Die Gemeinde wird von den nördlichen Armen der Hase durchflossen, die in diesem Bereich ein Binnendelta bildet. Der das Gebiet der Gemeinde Essen durchfließende Hauptarm der Hase wird oberhalb der Einmündung der Lager Hase „Essener Kanal“, unterhalb von ihr „Große Hase“ genannt. Trotz des Namens „Lager Hase“ führt der so bezeichnete Fluss, der den Ortskern von Essen im Süden begrenzt, kein Wasser aus dem Raum Osnabrück mit sich. Vielmehr entwässert er die Mitte des Landkreises Vechta, insbesondere die Städte Vechta, Lohne und Dinklage. Die eigentliche Hase erreicht die Lager Hase zwei Kilometer westlich des Essener Ortskerns.

### Ortsteile

Ortsteile in Essen

Folgende Ortsteile zählen zu Essen: Addrup (298), Ahausen (144), Barlage (74), Bartmannsholte (242), Beverdiek (11), Bevern (714), Bokel (10), Brokstreek (447), Calhorn (168), Darrel (32), Essen-Ort (inkl. Ostendorfe) (4015), Felde (128), Gut Lage (32), Herbergen (181), Hülsenmoor (1300), Nordholte/Stadtsholte (43), Osteressen (302), Sandloh (85), Uptloh (345) (in Klammern die Einwohnerzahlen).

## Klima

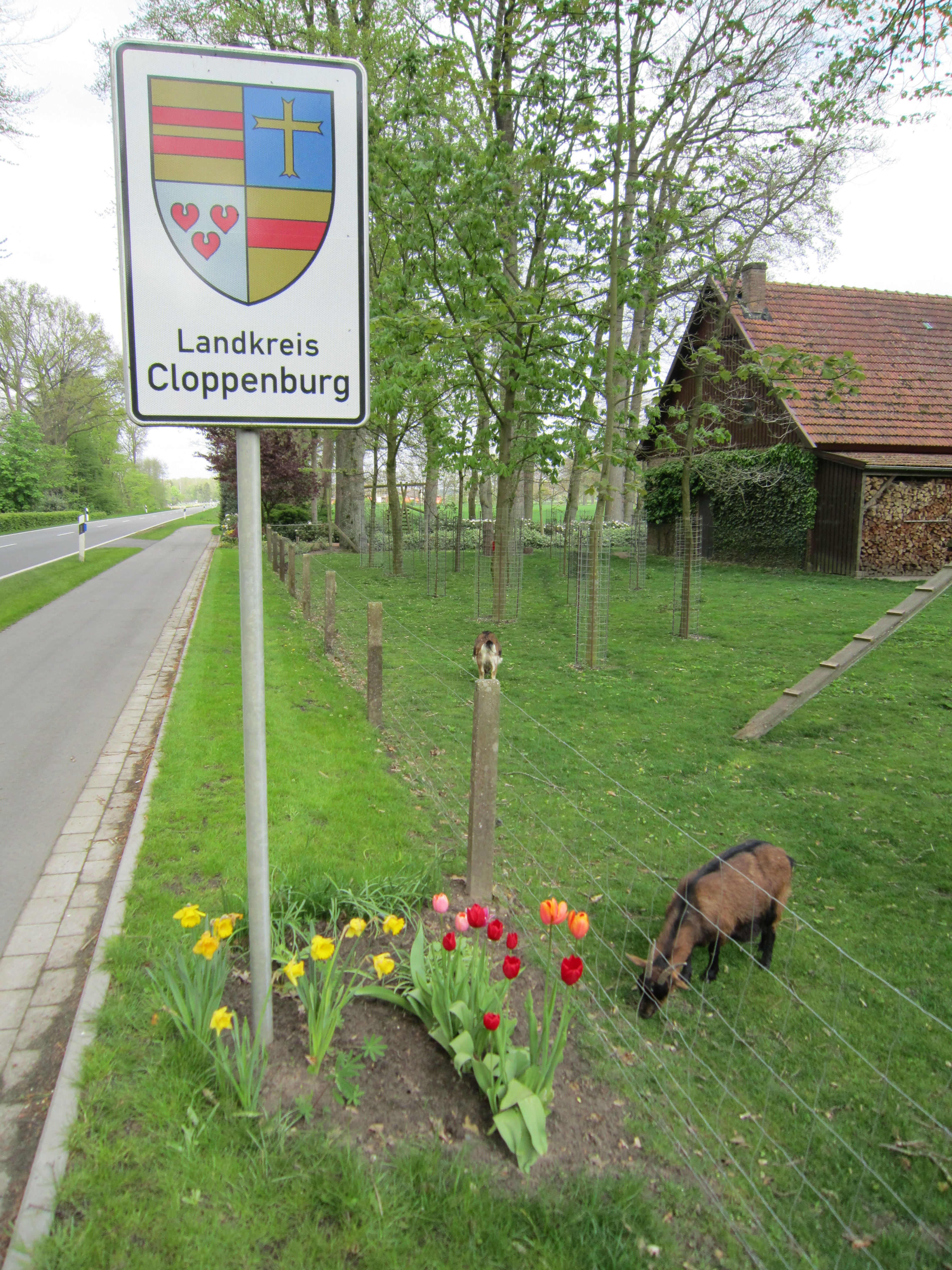
Artlandstraße hinter dem Bünne-Wehdeler Grenzkanal

In Essen herrscht ein durch feuchte Nordwestwinde von der Nordsee beeinflusstes gemäßigtes Seeklima mit milden Wintern, warmen Sommern und ganzjährig gleichmäßig verteilten, mäßigen Niederschlägen. Die Sommer sind häufig trocken und sonnig, während im Winter gelegentlich Schnee fällt.
Im Jahre 2023 betrug die durchschnittliche Temperatur 11,2 °C. Sie ist tendenziell steigend. Sie betrug in den letzten zehn Jahren durchschnittlich 10,6 °C und in den letzten 100 Jahren waren es durchschnittlich 9,2 °C.
Zwischen Mai und August kann mit durchschnittlich 20–25 Sommertagen (klimatologische Bezeichnung für Tage, an denen die Maximaltemperatur 25 °C übersteigt) gerechnet werden.
Es gibt je nach Messmethode und Definition durchschnittlich etwa 1627–2275 Sonnenstunden pro Jahr.
Es fällt jährlich ca. 700 mm Niederschlag.

### Nachbargemeinden
Die Nachbargemeinden sind im Norden Lastrup und Cappeln (Oldenburg), im Osten Bakum, im Süden die Samtgemeinde Artland, im Westen Löningen sowie im Südosten Dinklage.

## Geschichte
Die Gemeinde Essen blickt auf eine über 1000-jährige Geschichte zurück. Eindeutige Funde aus der jüngeren Steinzeit (3000–1800 v. Chr.) weisen auf eine Besiedlung im Bereich der Gemeinde hin. So wurde in den Bauerschaften Bartmannsholte und Uptloh vom Staatlichen Museum für Naturkunde und Vorgeschichte in Oldenburg in einem Hügel reichhaltiges jungsteinzeitliches Material (Gefäße, Flachbeile und Feuersteinpfeilspitzen) gefunden.
Auch die Gräberfelder in den Ortsteilen Herbergen, Ahausen und in der Gegend um Nordholte und Calhorn geben Auskunft über die Existenz des vorgeschichtlichen Menschen im Gemeindegebiet.

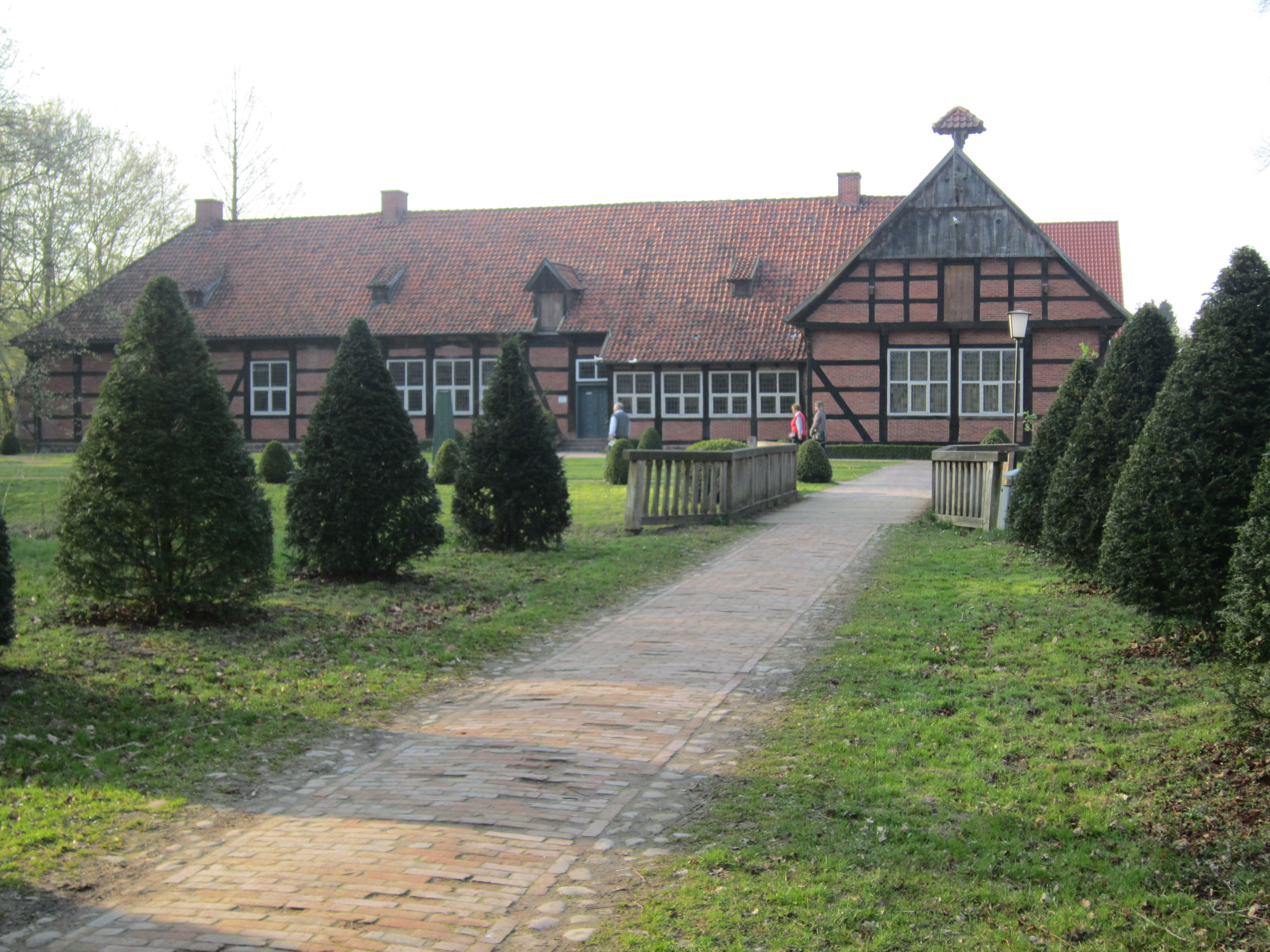
Im Museumsdorf Cloppenburg wieder aufgebautes Herrenhaus Arkenstede

Anhand der Orts- und Flurnamen sowie schriftlicher Überlieferungen ist ersichtlich, dass in der Gemarkung Essen bereits im frühen Mittelalter mehrere Siedlungen vorhanden waren. Urkundlich erwähnt wurde Essen in einer Urkunde aus dem Jahre 968, nach der die Gemahlin Alaburg oder Altburg des Gaugrafen Heinrich in Essen eine Basilika errichten ließ. In einer weiteren Urkunde verkündete Simon, Graf von Tecklenburg, dass ein Benediktinerinnenkloster gegründet werden soll. Das um 1157 gegründete Kloster der Benediktinerinnen brannte 1194 ab. Das Kloster wurde daraufhin als Kloster Malgarten neu gegründet. Um 1200 wurde die kurzlebige Burg Arkenau durch die Grafen von Tecklenburg bei der Bauerschaft Brokstreek gegründet. Bis 1400 verblieb Essen bei der Grafschaft Tecklenburg und gelangte nach dem Friedensvertrag mit Graf Nikolaus II. von Tecklenburg an das Hochstift Münster. In der Mitte des 15. Jahrhunderts entstanden die Adelsgüter Velthaus, Groß- und Klein-Arkenstede, Vehr, Lage und Calhorn.
Ebenfalls aus der Zeit Karls des Großen, unter dem das Münsterland in Gaue eingeteilt wurde, stammt die Einrichtung von Meierhöfen (Große Beilage, Crone-Münzebrock, Richthof). Zum Hasegau gehörten Essen, Löningen, Lastrup, Lindern, Menslage und Borg (heute Ortsteil von Menslage).
Zur Zeit der Reformation war unter Bischof Franz von Waldeck Essen rund 70 Jahre von 1543 bis 1613 lutherisch geprägt. In jener Zeit wirkte in dieser Region der evangelische Reformator Hermann Bonnus. Im Zuge der Gegenreformation unter Bischof Ferdinand von Bayern wurde die Region rekatholisiert.
Der große Brand in Essen im Jahre 1601 äscherte das halbe Dorf ein. Auch Kirche, Schule und Kaplanei brannten nieder, die Kirche wurde provisorisch wiedererrichtet. Durch den Dreißigjährigen Krieg und seine Begleiterscheinungen (Pest im Jahr 1659, Pocken im Jahr 1661) erstarb das Leben in der Gemeinde fast völlig. Im Jahre 1651 zählte Essen nur noch 685 Einwohner; 1703 gab es etwa 3000  Einwohner.
Im Jahre 1815 durch den Wiener Kongress wurde das Niederstift Münster mitsamt seinen damals fast ausschließlich katholischen Einwohnern – einschließlich dem Amt Cloppenburg und damit auch die Gemeinde Essen – dem Herzogtum Oldenburg zugeschlagen.

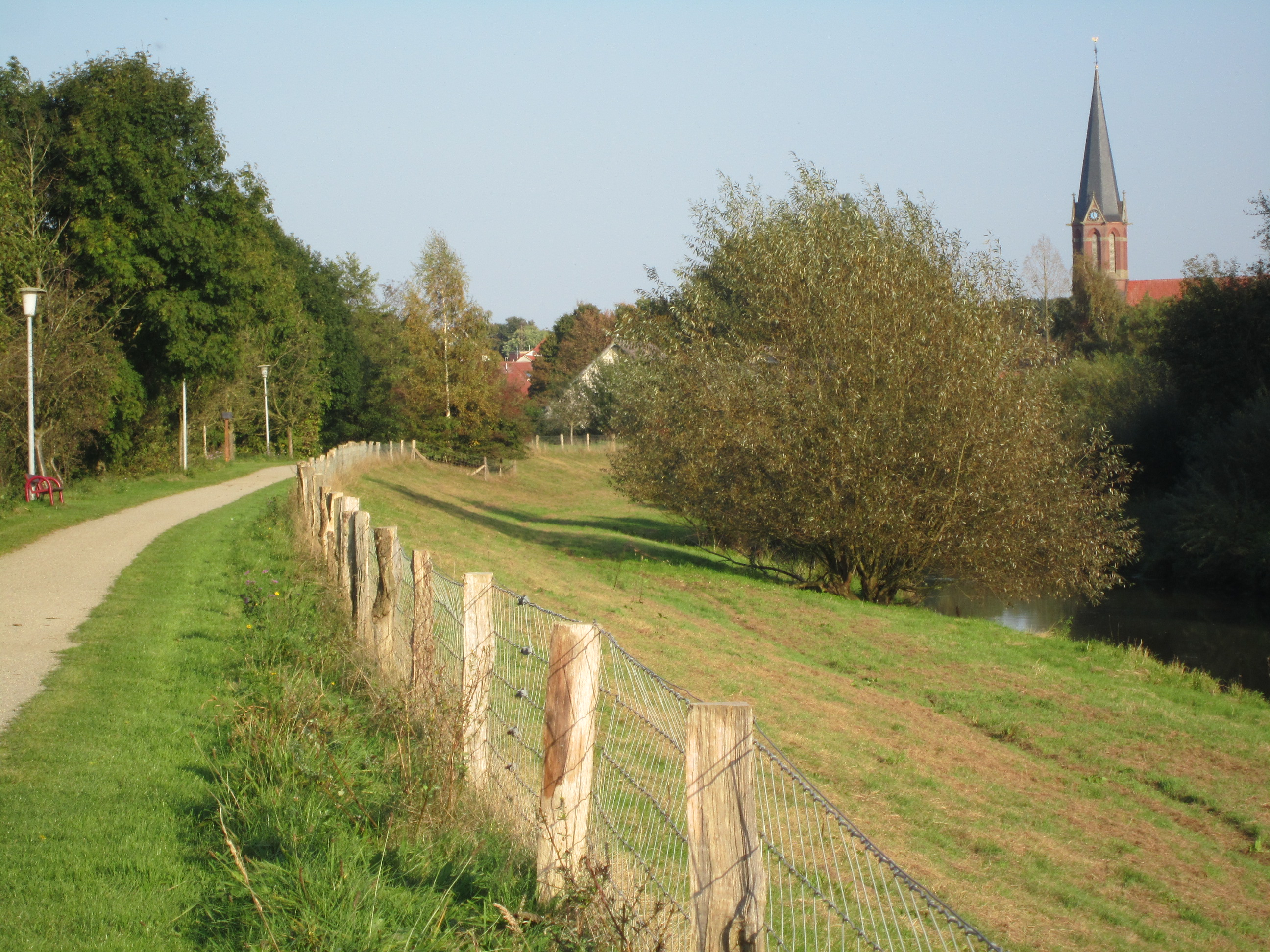
Ufer der Lager Hase; im Hintergrund die katholische Pfarrkirche St. Bartholomäus

Unter Pastor Meyer wurde 1870 mit dem Neubau der jetzigen katholischen Pfarrkirche St. Bartolomäus begonnen, der Bau im Jahre 1875 unter Pastor Möhlmann zu Ende geführt wurde. In diesem Jahr erfolgte der Anschluss der Gemeinde Essen an die Oldenburger Südbahn (Oldenburg–Quakenbrück). Im Jahre 1888 wurde die Strecke Essen–Löningen dem Verkehr übergeben und Essen somit zum Eisenbahnknotenpunkt.
Der Erste und Zweite Weltkrieg rissen erneut große Lücken in die Bevölkerung der Gemeinde. Durch den Zuzug von Evakuierten und (auch evangelischen) Ostvertriebenen nahm die Gemeinde einen bis dato nicht zu verzeichnenden Aufschwung. Ende 1949 betrug die Zahl der Flüchtlinge bei einer Gesamtbevölkerung von 8476 Einwohnern 2691, also 31,7 Prozent. Nach Eingemeindung der Hengelage nach Quakenbrück im Jahre 1972 zählte die Gemeinde Essen 6790 Einwohner.
In den letzten zehn Jahren war ein verstärkter Zuzug von Aussiedlern zu verzeichnen. Heute sind rund 9000 Menschen in der Gemeinde wohnhaft.
Am 1. Juli 1972 wurde ein Teilgebiet durch die Gebietsreform in Niedersachsen mit damals deutlich mehr als 1000 Einwohnern (Hengelage) an die Stadt Quakenbrück im Landkreis Osnabrück abgetreten.

## Politik

### Gemeinderat
Der Rat der Gemeinde Essen besteht aus 22 Ratsfrauen und Ratsherren. Dies ist die festgelegte Anzahl für eine Gemeinde mit einer Einwohnerzahl zwischen 8001 und 9000 Einwohnern. Die 22 Ratsmitglieder werden durch eine Kommunalwahl für jeweils fünf Jahre gewählt. Die aktuelle Amtszeit begann am 1. November 2016 und endet am 31. Oktober 2021.
Stimmberechtigt im Gemeinderat ist außerdem der hauptamtliche Bürgermeister Heinrich Kreßmann.
Die Kommunalwahl am 11. September 2021 führte zu folgendem Ergebnis:
| Partei          | 12. September 2021 | 12. September 2021 | 11. September 2016 | 11. September 2016 | 11. September 2011 | 11. September 2011 |
| --------------- | ------------------ | ------------------ | ------------------ | ------------------ | ------------------ | ------------------ |
|                 | %                  | Sitze              | %                  | Sitze              | %                  | Sitze              |
| CDU             | 66,5               | 15                 | 71,7               | 16                 | 76,7               | 17                 |
| SPD             | 28,8               | 6                  | 28,3               | 6                  | 18,2               | 4                  |
| AfD             | 4,7                | 1                  | –                  | –                  | –                  | –                  |
| Die Grünen      | –                  | –                  | –                  | –                  | 5,2                | 1                  |
| Wahlbeteiligung | 54,08 %            | 54,08 %            | 60,29 %            | 60,29 %            | 55,65 %            | 55,65 %            |

### Bürgermeister
| Amtszeit  | Bürgermeister                             | Anmerkungen und Wahlergebnisse                                                            |
| --------- | ----------------------------------------- | ----------------------------------------------------------------------------------------- |
| 1981–1991 | Clemens Ahrens                            | ehrenamtlich                                                                              |
| 1991–2005 | Benno Rump (CDU)                          | ehrenamtlich                                                                              |
| 2005–2016 | Georg Kettmann (CDU)                      | Erster hauptamtlicher Bürgermeister - 2004: 91,28 % Ja-Stimmen - 2011: 84,61 % Ja-Stimmen |
| seit 2016 | Heiner Kreßmann (parteilos, vor 2016 CDU) | - 2016: 57,0 % im zweiten Wahlgang (siehe Diagramm) - 2021: 75,9 % Ja-Stimmen             |

### Wappen
Blasonierung: Geteilt. Oben in Rot ein goldener sechsstrahliger spitzer Stern, unten in Silber ein rotes Seeblatt.
Der sechsstrahlige spitze Stern wurde von dem Wappen der Familie von Pennethe entlehnt, die das Gut Lage gründete und in Quakenbrück und Vechta viele Burgmannen stellte.
Das rote Seeblatt stammt aus dem Wappenschild der Grafen von Tecklenburg. Die Geschichtsschreibung geht davon aus, dass die älteste nachweisbare Burganlage zu Essen eine Gründung der Grafen von Tecklenburg war, in deren Wappenschild sich drei Seeblätter oder ausgebrochene Lindenblätter befanden.

### Flagge
|  | 00Hissflagge: „Die Flagge ist blau-rot geteilt mit dem aufgelegten Wappen in der Mitte.“ |

### Partnergemeinden
Essen (Oldenburg) pflegt eine internationale Partnerschaft mit der Gemeinde Essen (Belgien). Der erste Kontakt geht auf einen Besuch des damaligen Bürgermeisters der namensgleichen Gemeinde aus Flandern im Jahr 1968 zurück.
In der Zwischenzeit wurden Partnerschaftsurkunden ausgetauscht. Es finden regelmäßig Besuche statt.

## Sehenswürdigkeiten

### Gebäude
Sehenswert sind das Rathaus im Jugendstil und die renovierte Windmühle „Diekmanns Mühle“. Weiterhin das ehemalige Adelsgut „Gut Lage“ und der Altar der St.-Bartholomäus-Kirche sowie der vor kurzem renovierte Bahnhof an der Oldenburgischen Südbahn.

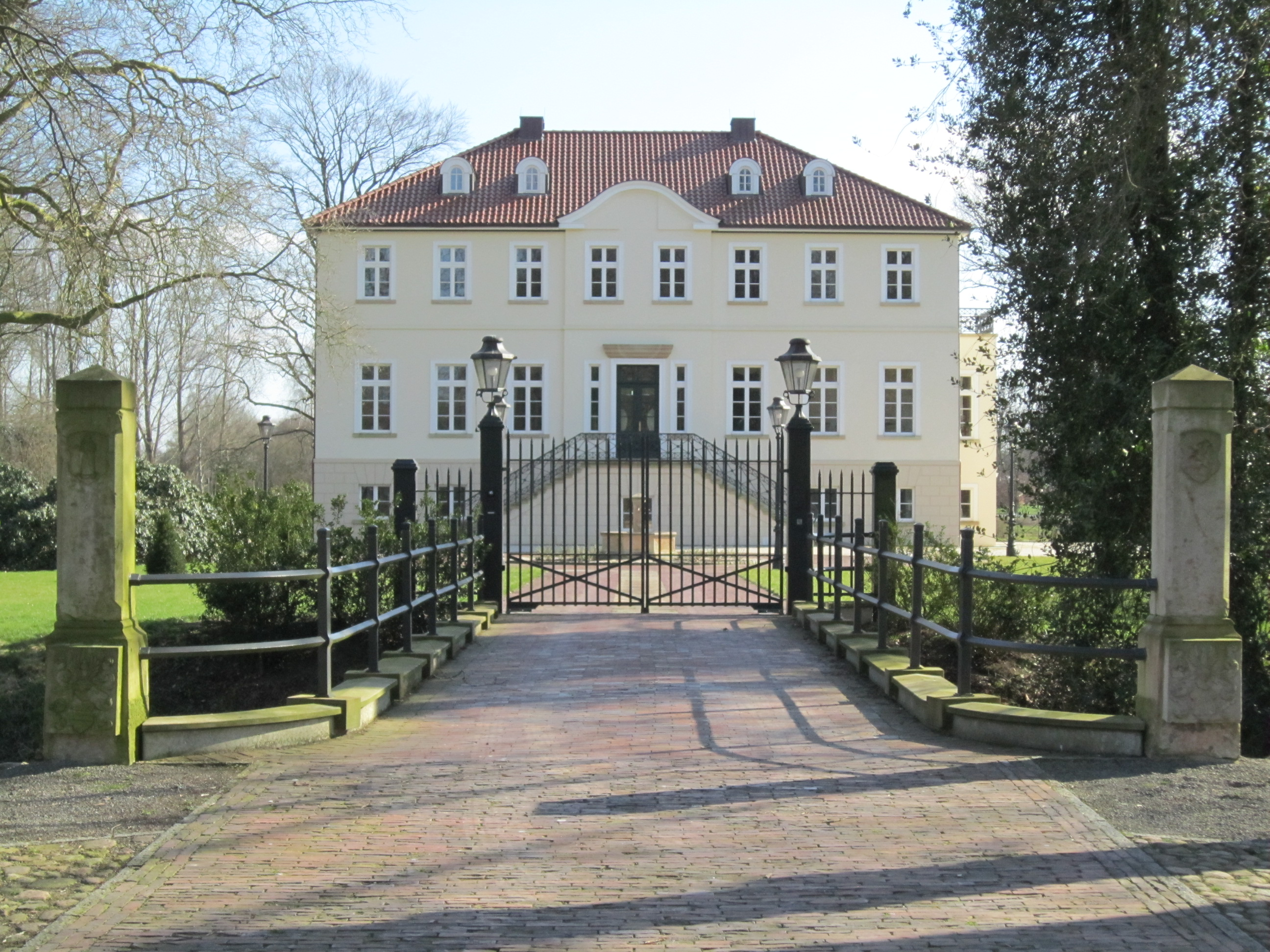
Gut Lage (Herrenhaus)
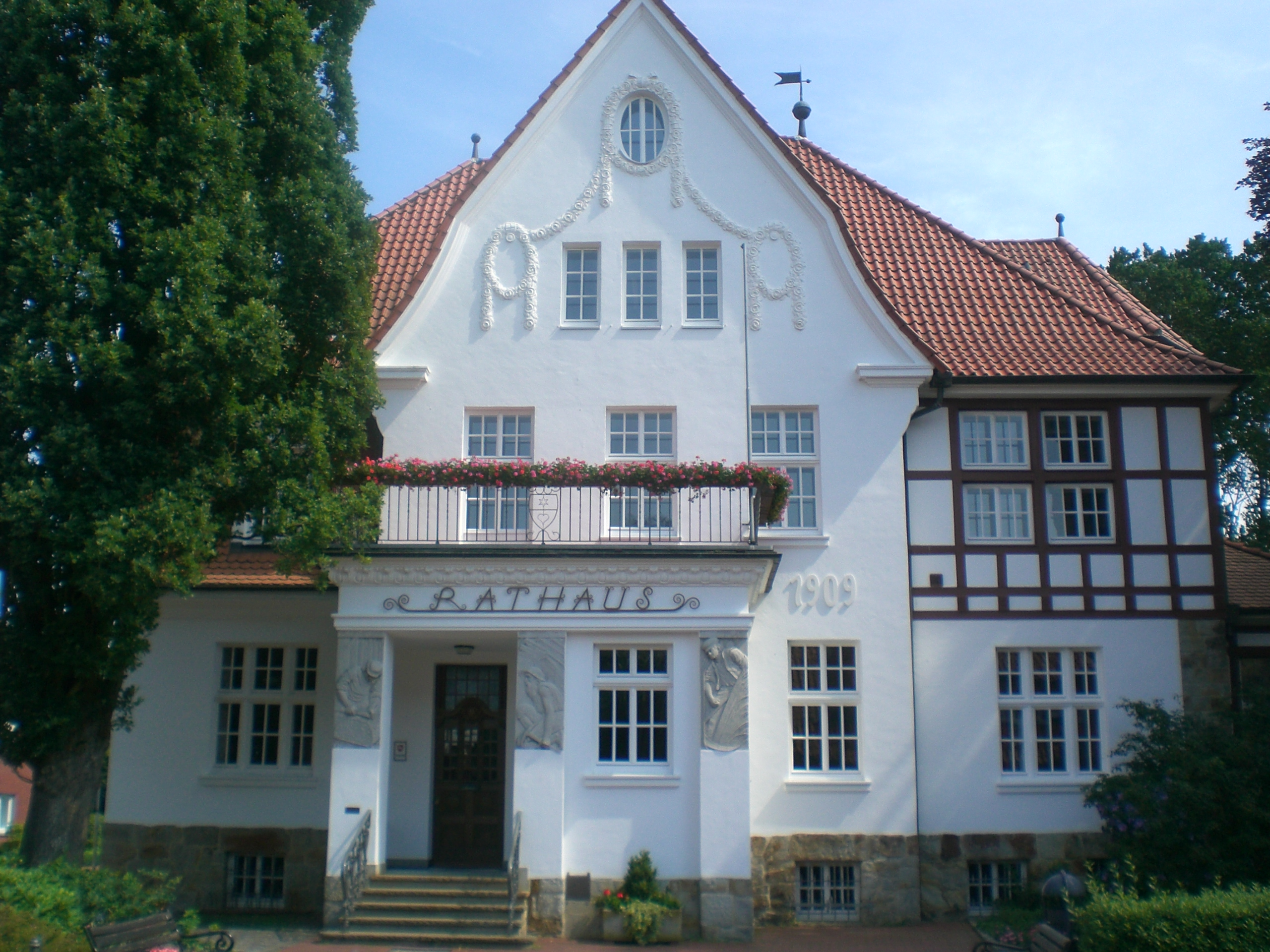
Rathaus (Villa August Meyer)
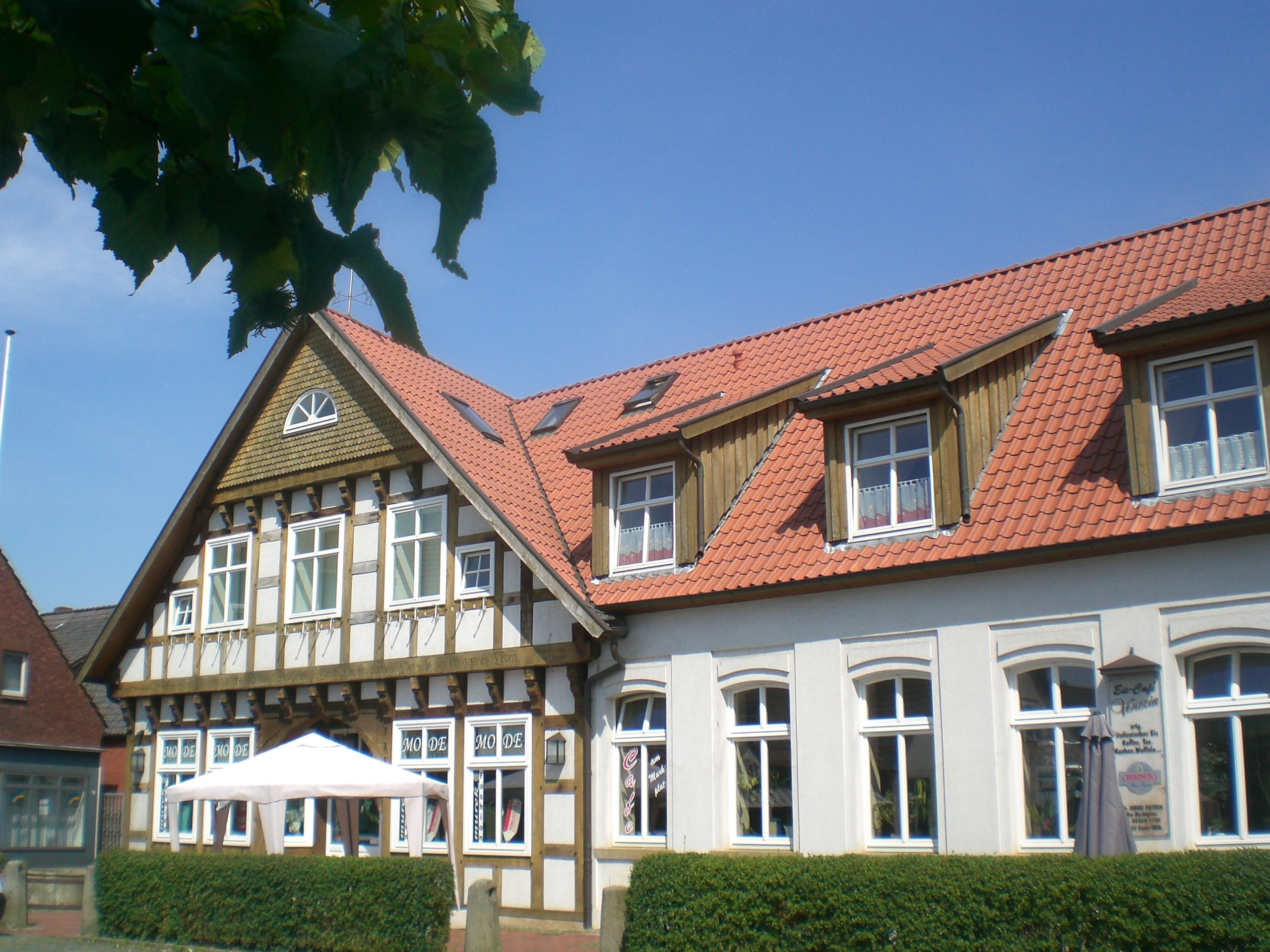
Fachwerkhaus (ehemals Hotel zur Post)
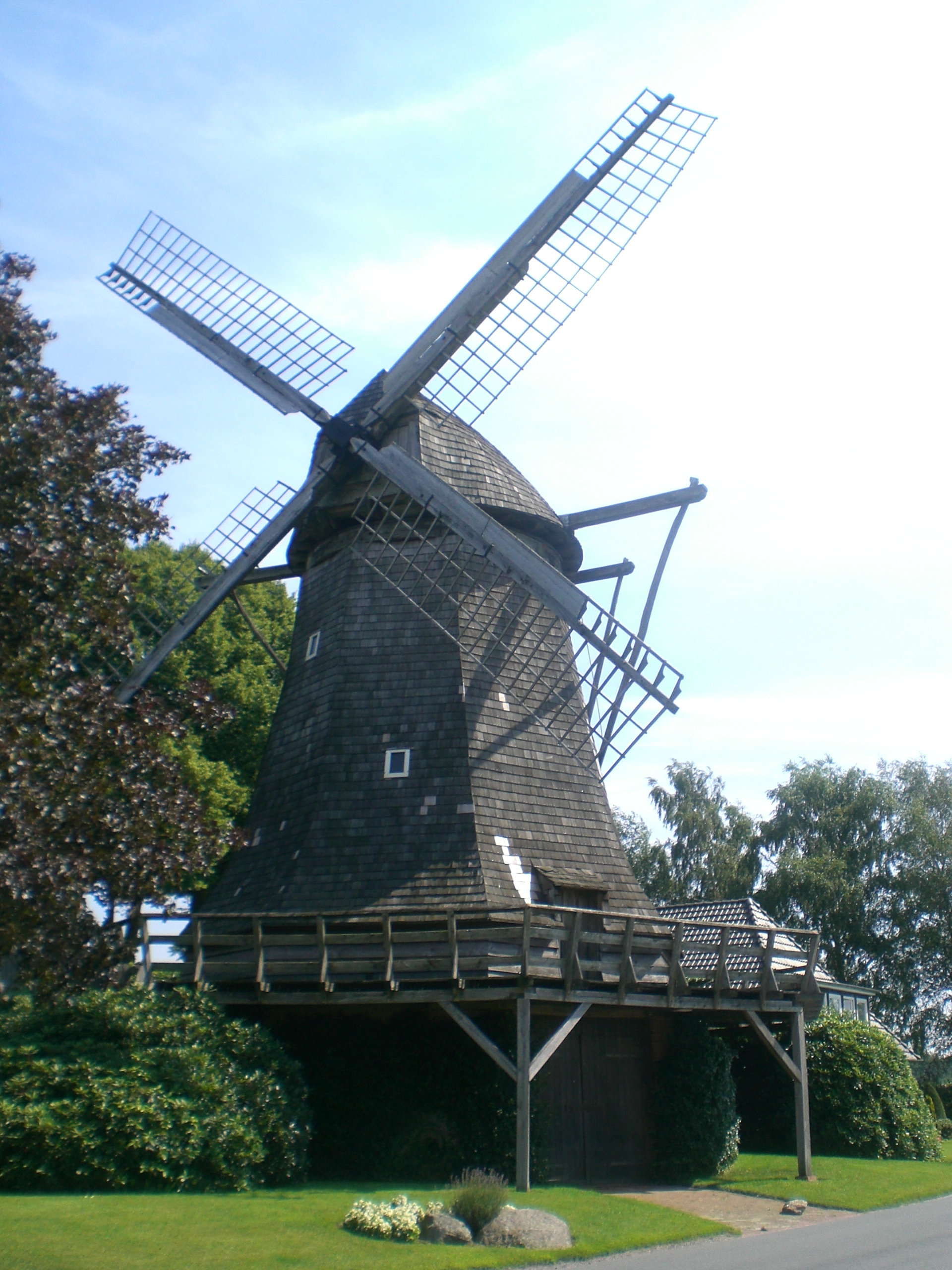
Diekmanns Mühle
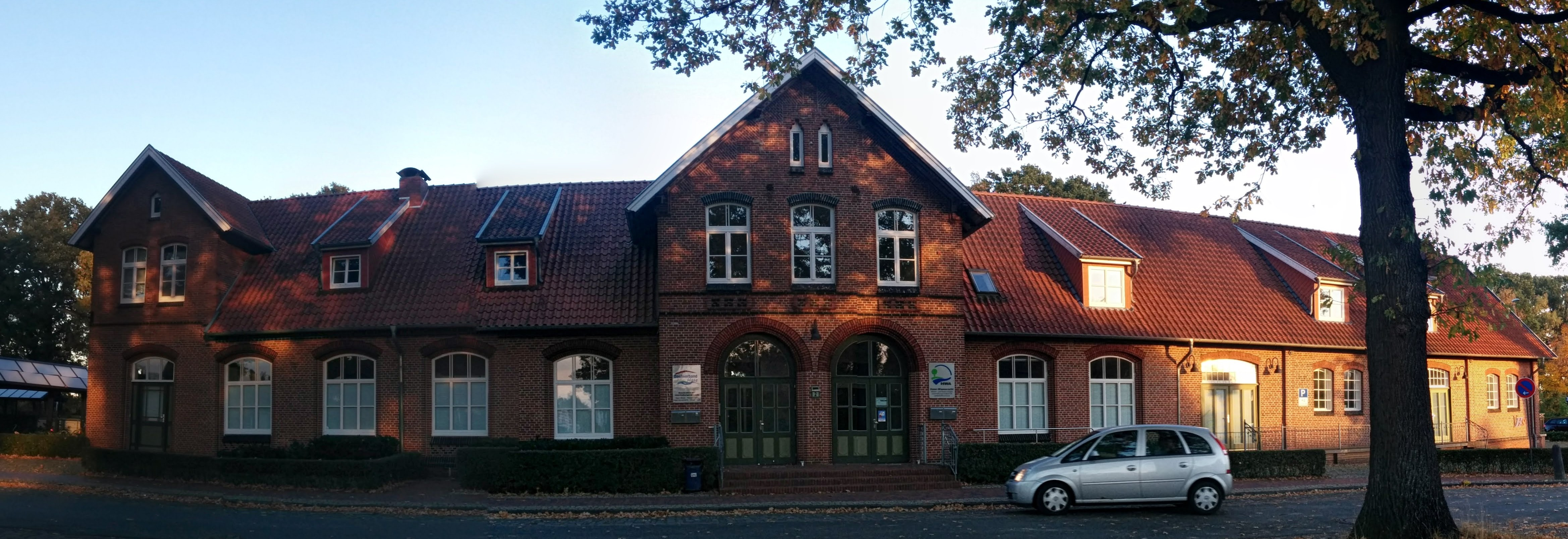
Bahnhof Essen (Oldenburg)

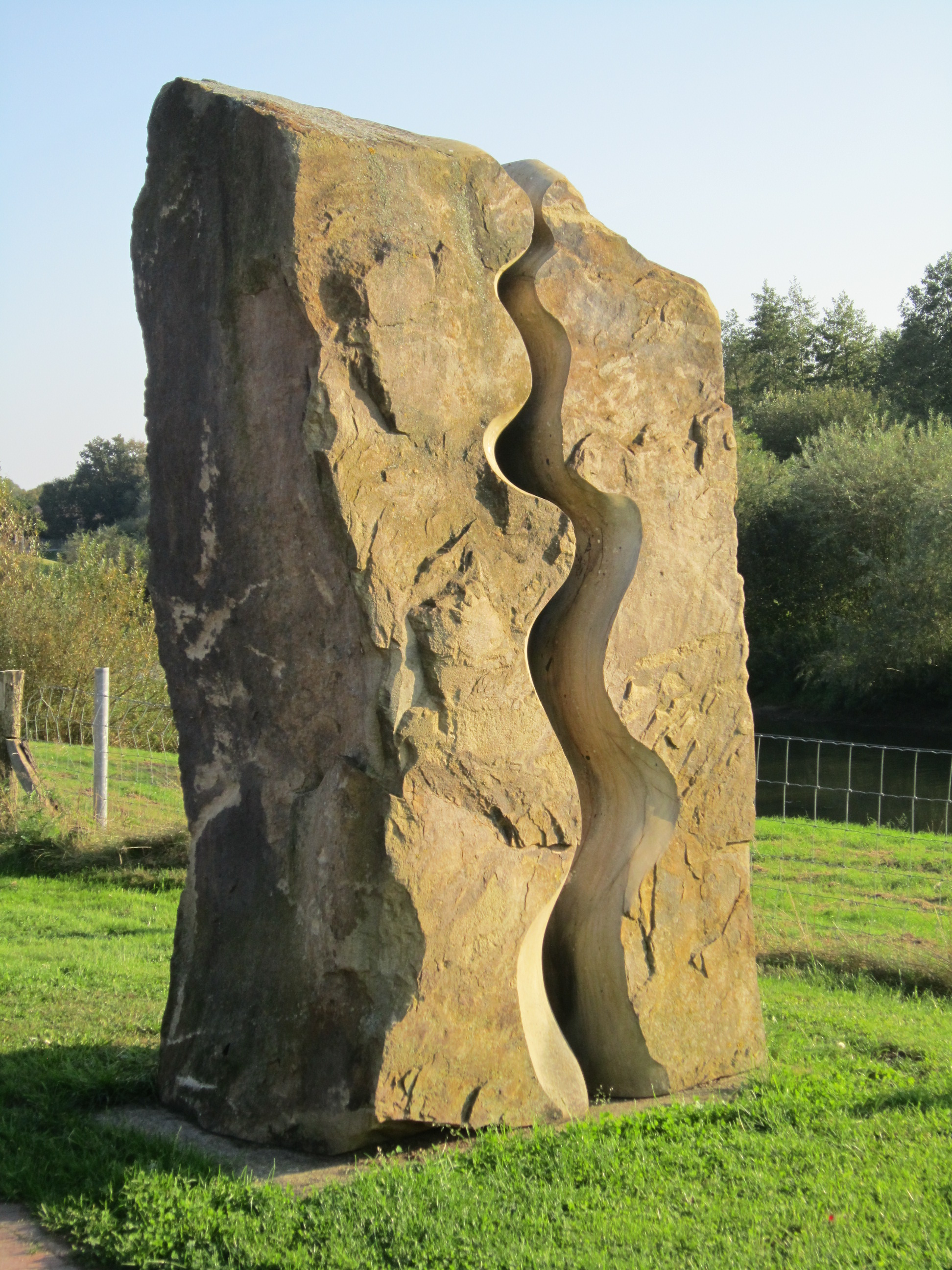
Skulptur „im fluss“

### Wanderwege für Fußgänger und Radwanderwege
Am Ufer der Lager Hase steht die Skulptur aus Sandstein „im fluss“ der Bramscher Bildhauerin Regine Meyer zu Strohe als Teil des Skulpturenwegs Hasetaler Kunstroute.

## Wirtschaft und Infrastruktur

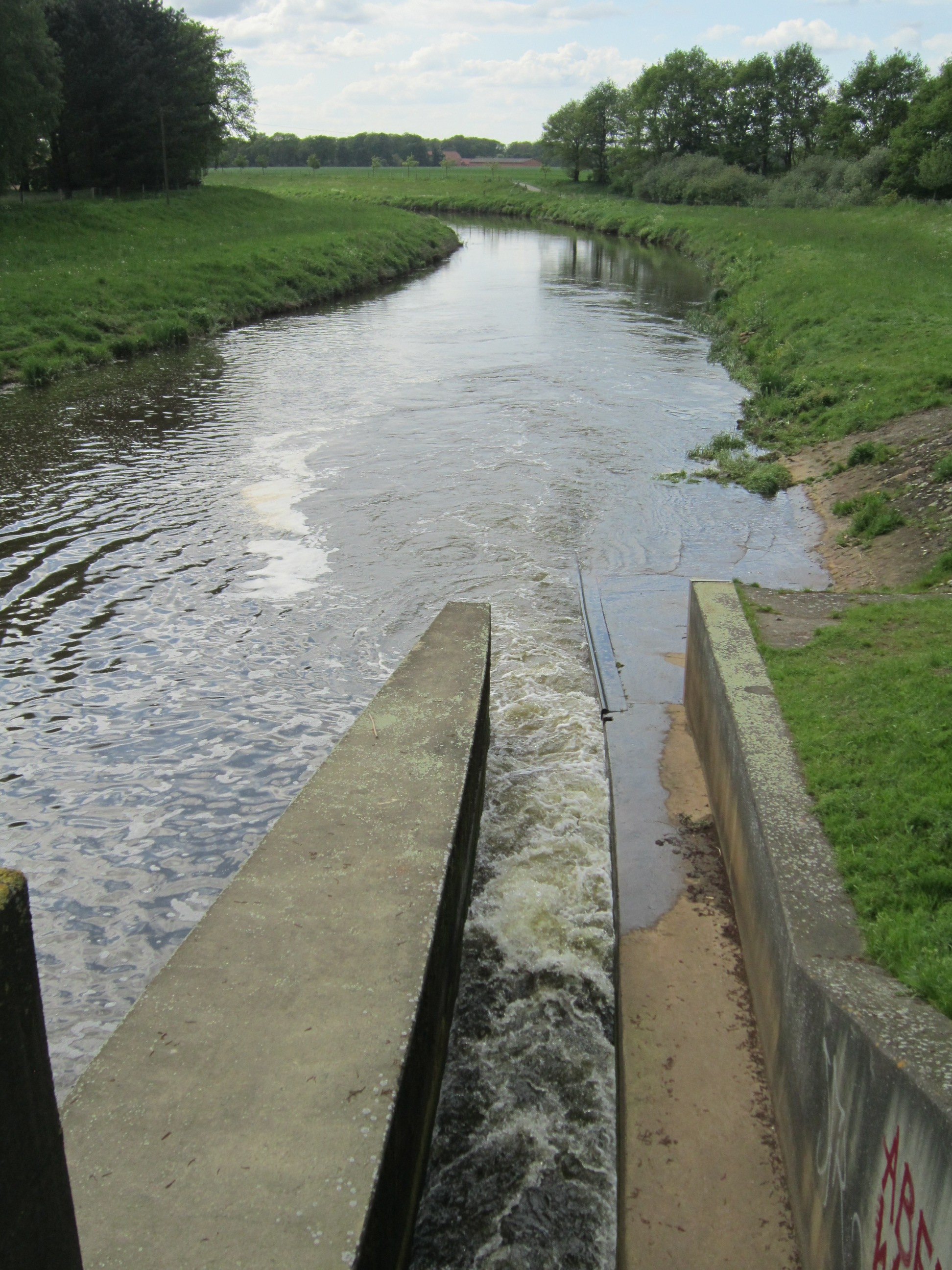
Durchfahrt für Kanuten am Wehr Brokhagen Stau im Essener Kanal

### Verkehr
Die Bundesstraße 68 führte früher direkt durch den Ortskern von Essen. Allerdings wurde am 15. Juli 2008 ein Planfeststellungsverfahren zum Bau einer Umgehungsstraße eingeleitet, welche sich seit 2012 im Bau befand und schließlich am 12. Oktober 2015 für den Verkehr freigegeben wurde. Über die 17 Kilometer entfernte Anschlussstelle Vechta der A 1 ist die Gemeinde an das Autobahnnetz angebunden.
Der Bahnhof Essen (Oldb) liegt an der Bahnstrecke Oldenburg–Osnabrück; der RE 18 (Osnabrück – Oldenburg – Wilhelmshaven) hält im Stundentakt. Der Betrieb auf der Bahnstrecke wird von der NordWestBahn durchgeführt. Ferner zweigt in Essen die Bahnstrecke nach Meppen ab, sie hat Güterzug- und Museumsbahnverkehr.
Essen liegt an dem 265 km langen Radfernweg Hase-Ems-Tour. Haseaufwärts kann man bis zur Quelle bei Melle, haseabwärts bis zur Mündung nach Meppen Rad fahren oder wandern. Die Hase kann von Kanuten befahren werden.

### Wasserbau und Wasserwirtschaft

#### Hochwasser als ständige Herausforderung
Durch seine Lage am Rand des Hase-Binnendeltas gab es in Essen über Jahrhunderte hinweg immer wieder Überschwemmungen durch Hochwasser. Bis zum späten 18. Jahrhundert setzte die Große Hase von Quakenbrück aus den Lauf der Großen Mühlenhase in nördlicher Richtung bis Osteressen fort, passierte anschließend den Ortskern der Gemeinde im Bett der heutigen Lager Hase und erreichte ihren aktuellen Flussverlauf an der Stelle, an der heute die Lager Hase und der Essener Kanal zusammenfließen. Auf der Bearbeitung einer Karte des preußischen Generalmajors Karl Ludwig von Le Coq aus dem Jahr 1805 ist die Gewässerverbindung zwischen Quakenbrück und Osteressen noch eingetragen. Durch den Bau des Essener Kanals im letzten Viertel des 18. Jahrhunderts wurde Essen von den Wassermassen aus dem Osnabrücker Land entlastet. Eine weitere indirekte Entlastung Essens sollte der Bau des Hahnenmoorkanals um 1790 darstellen, indem er die Geschwindigkeit des Abflusses des Hasewassers erhöhen und dadurch Staueffekte oberhalb Löningens verhindern sollte, die ihrerseits einen zügigen Abfluss des Wassers aus dem Raum Vechta behindert hätten. Seit der zweiten Hälfte des 20. Jahrhunderts funktioniert dieser Plan aber nur noch bedingt. Während des Hochwassers im März 1981 flossen pro Sekunde 110 Kubikmeter Wasser an Löningen vorbei. Bei solchen Mengen bilden sich Staus, die sich auch auf den Wasserstand bei Essen auswirken und Deichbrüche wie dem in Ehren am 26. Dezember 2023 begünstigen. Der Niedersächsische Landesbetrieb für Wasserwirtschaft, Küsten- und Naturschutz (NLWKN) bewertet die an seinem Pegel Uptloh am 13. März 1981, am 30. Oktober 1998 und am 22. Januar 2008 gemessenenen Zahlenwerte als „Extremwerte“. Zum Jahreswechsel 2023/2024 gesellte sich das Weihnachtshochwasser 2023/2024 dieser Spitzengruppe hinzu.

#### Maßnahmen zum Hochwasserschutz und zur Revitalisierung der Gewässer in Essen
Auf dem Gebiet der Gemeinde Essen wurden vom Haseausenverein Auen angelegt sowie Nebengewässer der Lager Hase und der Großen Hase renaturiert.
Der bis 1966 stark mäandrierende Calhorner Mühlenbach war bis 1973 begradigt und mit 15 Sohlabstürzen versehen worden. Bis 1993 wurde der Urzustand weitgehend wiederhergestellt; der letzte Sohlabsturz wurde 2006 beseitigt.
Ab 2009 wurde als Ausgleichsmaßnahme für den Bau der Umgehungsstraße Essen im Zuge der Bundesstraße 68 auf einer Fläche von 6,5 ha eine künstliche Auenlandschaft geschaffen, die im Dreieck zwischen der Lager Hase, dem Essener Kanal und der Ahauser Straße platziert wurde.
Auf der Fläche „sollten möglichst hochwertige Lebensräume entstehen, eine ökologische Auenentwicklung eingeleitet und auetypische Überschwemmungen bei Hochwasser wieder zugelassen werden.“ Insgesamt wurden ca. 25.000 m³ Boden abgefahren, der unter anderem für Lärmschutzwälle wieder verwertet wurde. Für Erholungssuchende wurde an der Ahauser Straße eine Aussichtsplattform errichtet.

In der abgesenkten Fläche wurden ein Stillgewässer mit Tiefbereichen und Flachwasserzonen erstellt und eine Sandbank aufgeschüttet, die bei Hochwasser als Zufluchtsort für dort lebende Tiere dienen sollte. Die drei Meter hohen Böschungen sind Lebensräume für Uferschwalben, Grabwespen und Sandbienen. Zudem wurden in Teilbereichen der Böschung Natursteinauflagen und eine Trockenmauer aus Feld- und Bruchsteinen angelegt. Das Ziel bei der Modellierung dieser Auenlandschaft war die Entwicklung von Biotopstrukturen, die gefährdeten Pflanzen- und Tierarten Schutz geben und eine Wiederbesiedlung ermöglichen.
In den Jahren 2021 und 2022 wurde der durch den Ortskern von Essen fließende Nadamer Bach mit einer Sekundäraue versehen, und neben seinen Ufern wurden Aufforstungsmaßnahmen durchgeführt.
In den 2020er Jahren soll die Durchgängigkeit des Blocksmühlenbachs für Fische hergestellt werden.

### Ansässige Unternehmen
Wirtschaftlich dominieren in der Gemeinde die Landwirtschaft und die Veredelung ihrer Erzeugnisse. So befinden sich in Essen bedeutende Betriebe zur Erzeugung von Lebensmitteln und Tierfutter, wie zum Beispiel Deutschlands viertgrößter Schlacht- und Zerlegebetrieb (ehemals D&S Fleisch, jetzt Teil von Danish Crown) und in der Bauerschaft Addrup die Wernsing-Gruppe.
Ebenfalls befinden sich in Essen diverse auch international tätige Unternehmen der Maschinenbau- und Wohnaccessoirebranche.

### Bildung

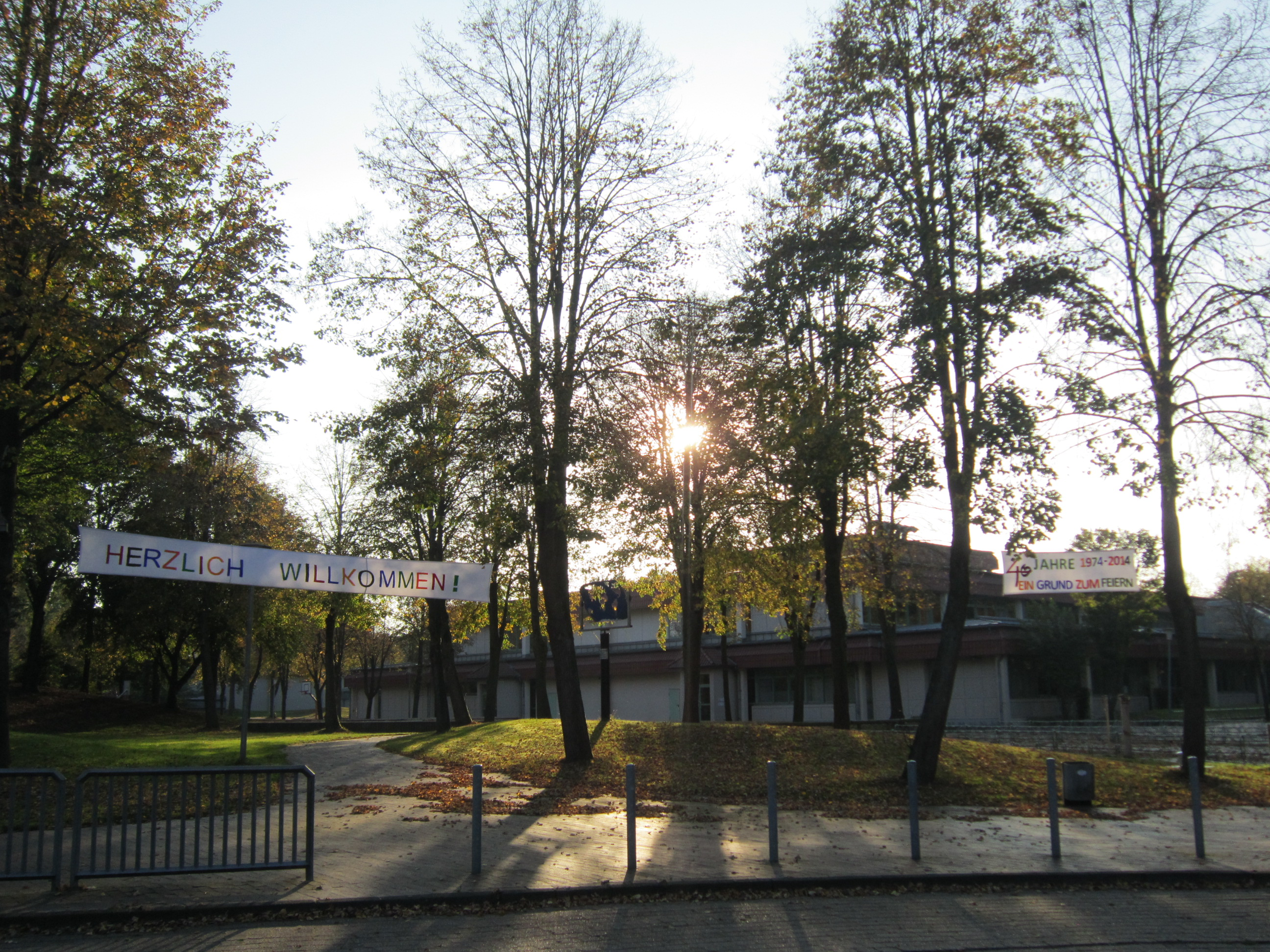
Oberschule

Es gibt drei Kindergärten in der Gemeinde: den kommunalen Kindergarten Regenbogen, den katholischen Kindergarten St. Josef und den katholischen Kindergarten St. Marien im Ortsteil Bevern. Außerdem stehen zwei Kinderkrippen für unter dreijährige Kinder im Ort Essen zur Verfügung.
Auf dem Gemeindegebiet befinden sich drei Schulen, die alle als Ganztagsschulen geführt werden: die 1-bis-2-zügige Katholische Grundschule Bevern, die 3-zügige Grundschule Essen (ebenfalls eine Schule für Schüler katholischen Bekenntnisses) und die Oberschule Essen.

## Persönlichkeiten

### Söhne und Töchter der Gemeinde
- Caspar Heinrich Borges (* 1. August 1826 in Addrup; † 3. Mai 1890 in Kalamazoo), katholischer Geistlicher, Bischof von Detroit
- Franz Hülskamp (* 14. März 1833 in Essen; † 10. April 1911 in Münster), katholischer Geistlicher, Herausgeber, literarischer und politischer Organisator in verschiedenen katholischen Vereinen und der Deutschen Zentrumspartei
- Amandus Bahlmann OFM (* 8. Mai 1862 in der Bauerschaft Bartmannsholte; † 5. März 1939 in Neapel), katholischer Geistlicher, Bischof und Ordensgründer in Brasilien
- Lambert Meyer (* 29. Januar 1855 in Essen in Oldenburg; † 2. Februar 1933 in Vechta), Priester und Bischöflicher Offizial des Bistums Münster in Oldenburg[39]
- August Crone-Münzebrock (* 17. Mai 1882 auf Hof Münzebrock in der Bauerschaft Ahausen; † 17. April 1947 in Osnabrück), deutscher Bauernführer und Politiker (Deutsche Zentrumspartei)
- Bernhard Eckholt (* 2. November 1887 in Brokstreek; † 12. März 1949 in Cloppenburg), deutscher Landwirt und Politiker (Deutsche Zentrumspartei, NSDAP)
- Hilarius Albers OP (bürgerlich Theodor Wilhelm Albers, * 30. Oktober 1899 in Essen/Oldenburg, † 14. Februar 1971 in Berlin), Dominikanerpater
- Aurelius Arkenau O.P. (* 7. Januar 1900 in Essen; † 19. Oktober 1991 in Bedburg-Kirchherten), katholischer Geistlicher und Gegner des NS-Regimes
- Johannes Schütte (1913–1971), römisch-katholischer Ordensgeistlicher und Generalsuperior der Steyler Missionare
- Clemens Ahrens (* 11. März 1923 in Bartmannsholte; † 18. August 2009), Bürgermeister und Ehrenbürgermeister von Essen, Träger des Bundesverdienstkreuzes
- Otto Neteler (1936–2022), Fußballspieler
- Arnold Nipper (* 21. September 1958 in Essen), Mathematiker und Internet-Pionier
- Clemens große Macke (* 19. Juli 1959 in Addrup), Landwirt, Unternehmensberater und Politiker (CDU), Mitglied des Niedersächsischen Landtags von 2003 bis 2017

### Andere Persönlichkeiten in Verbindung mit Essen
- Hermann Münzebrock (19. und 20. Jh.), Politiker des Zentrums, Abgeordneter des Oldenburgischen Landtages, starb in Essen.
- Maria Brand (1877–1956) war die erste weibliche Abgeordnete im Oldenburgischen Landtag.
- Anton Göhrs (1884–1944), deutscher Politiker (Zentrum), von 1923 bis 1933 Abgeordneter des Oldenburgischen Landtages
- Heinrich große Beilage (1885–1955), Landwirt, Jurist und Politiker, Landtagsabgeordneter (CNBL)
- Klaus von Klitzing, geboren am 28. Juni 1943 in Schroda/Posen, aufgewachsen in Essen (Oldb), 1985 Nobelpreis für Physik zum Thema „Quanten-Hall-Effekt“